# Spirobranchus incrassatus
Spirobranchus incrassatus är en ringmaskart som beskrevs av Krøyer in Mörch 1863. Spirobranchus incrassatus ingår i släktet Spirobranchus och familjen Serpulidae. Inga underarter finns listade i Catalogue of Life.